# Max Darj
Max Darj (født 27. september 1991) er en svensk håndboldspiller. Han spiller for Füchse Berlin og det svenske landshold. Han har tidligere spillet for Alingsås HK i den svenske liga, hvor han vandt det svenske mesterskab i 2015, og i Bergischer HC i Tyskland.
Han deltog under EM i håndbold 2018 i Kroatien, og VM 2021 i Egypten.